# خليج مورو
خليج مورو هو أكبر خلجان الفلبين. يقع مقابل شاطيء جزيرة منداناو، وهو جزء من بحر سيليبس. الخليج هو أحد أماكن صيد التونة في الفلبين.

## الجغرافيا
يمتد الخليج بين الجزء الرئيسي من جزيرة منداناو شرقا وشبه جزيرة زامبوانجا غربا. يحد الخليج مدينة زامبوانجا من الشرق، بينما يحد مدينة كوتاباتو من الغرب.

## الزلازل
يمثل الخليج منطقة ذات نشاط تكتوني ملحوظ بوجود عدة مناطق صدع في المنطقة يمكنها أن تسبب زلازل كبرى وموجات تسونامي مدمرة. حدث ذلك في 1976 حيث حدث زلزال بقوة 7.6 ريختر في الخليج تسبب في مقتل أكثر من 5000 شخص.